# Гибридный цикл серы

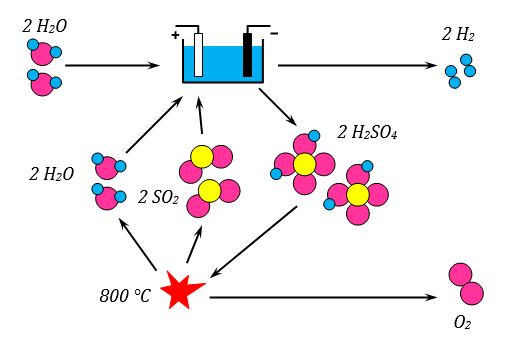
Упрощенная схема гибридного цикла серы

Гибридный цикл серы (HyS) — двухступенчатый процесс разделения воды, используемый в производстве водорода. Цикл основан на окислении и восстановлении серы и классифицируется как гибридный термохимический цикл, потому что на одной из двух стадий использует электрохимическую (вместо термохимической) реакцию. Оставшийся термохимический этап используется совместно с серо-йодным циклом.
Цикл HyS был первоначально предложен и разработан Westinghouse Electric Corp. в 1970-х  поэтому он также известен как цикл «Westinghouse». Текущие разработки в США возглавляет Национальная лаборатория Саванна-Ривер.

## Описание процесса
Две реакции в цикле HyS следующие:
1. H2SO4 (водн.) → H2O(г) + SO2(г) + ½ O2(г) (термохимический, T > 800 °C)
2. SO2 (водн.) + 2 H2O (ж) → H2SO4 (водн.) + H2 (г) (электрохимический, T = 80-120 °C)

Чистая реакция: H2O (ж) → H2 (г) + ½ O2 (г)
Диоксид серы деполяризует анод электролизера. Это приводит к значительному снижению обратимого потенциала ячейки (и, следовательно, потребности в электроэнергии) для реакции (2). Стандартный потенциал ячейки для реакции (2) составляет -0,158 В при 298,15 К, по сравнению с -1,229 В для электролиза воды (с выделением кислорода в качестве анодной реакции).